# Périphyton

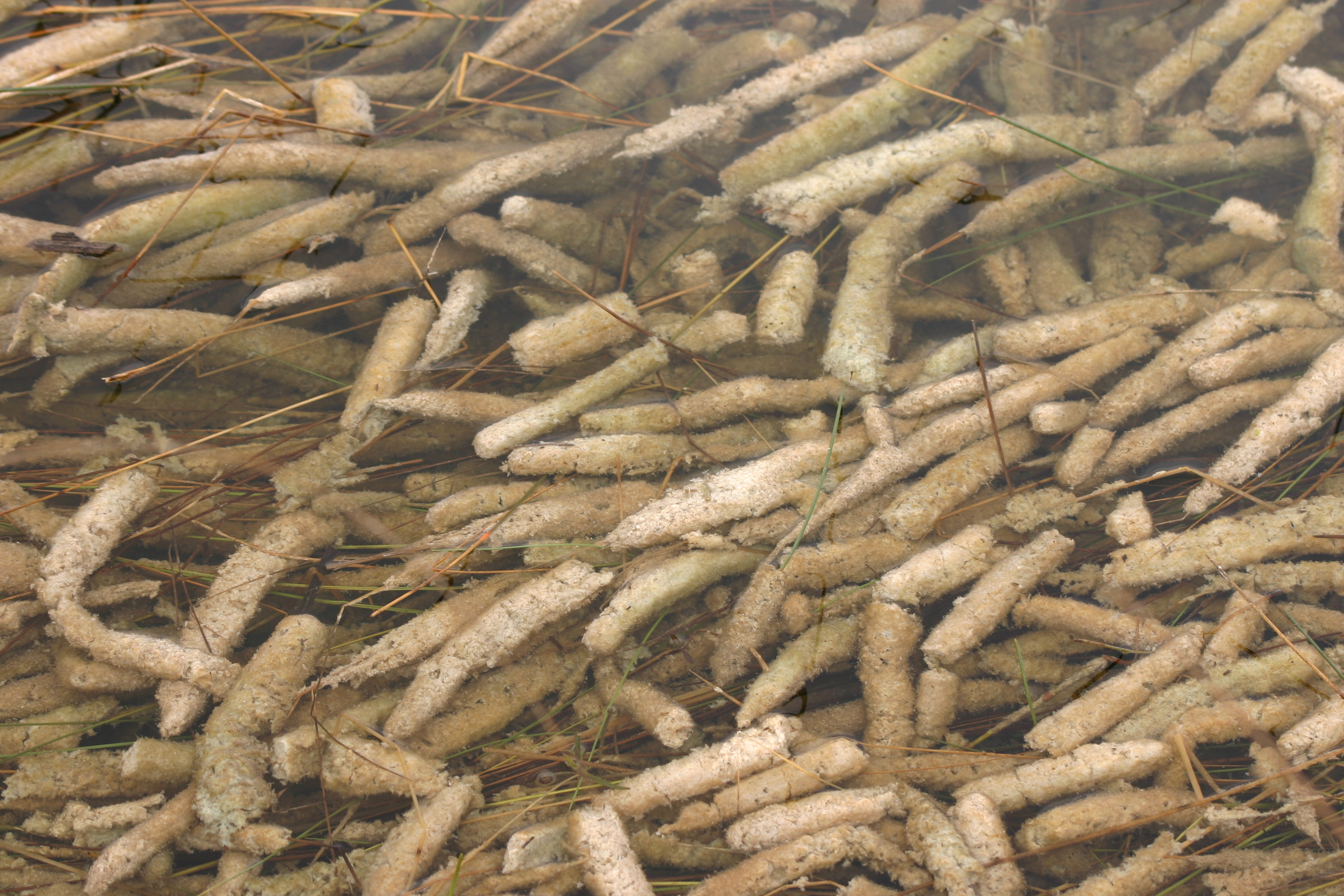
Périphyton dans les Everglades.

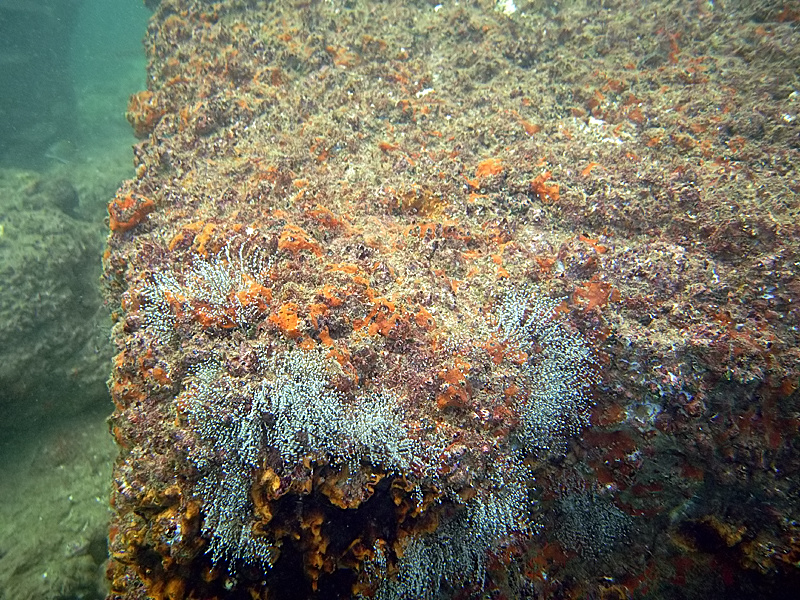
Périphyton en milieu marin.

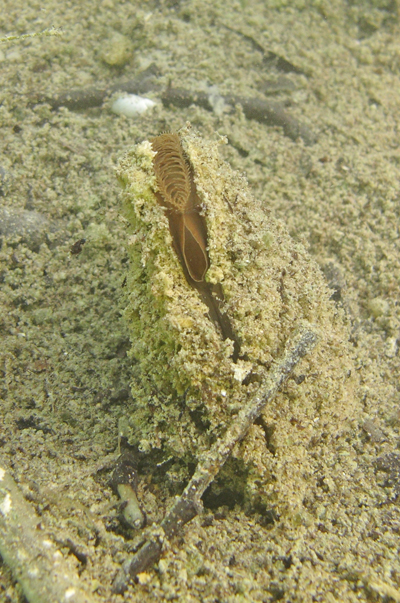
Périphyton sur la coquille d'un bivalve (Anodonta anatina, une moule d'eau douce).

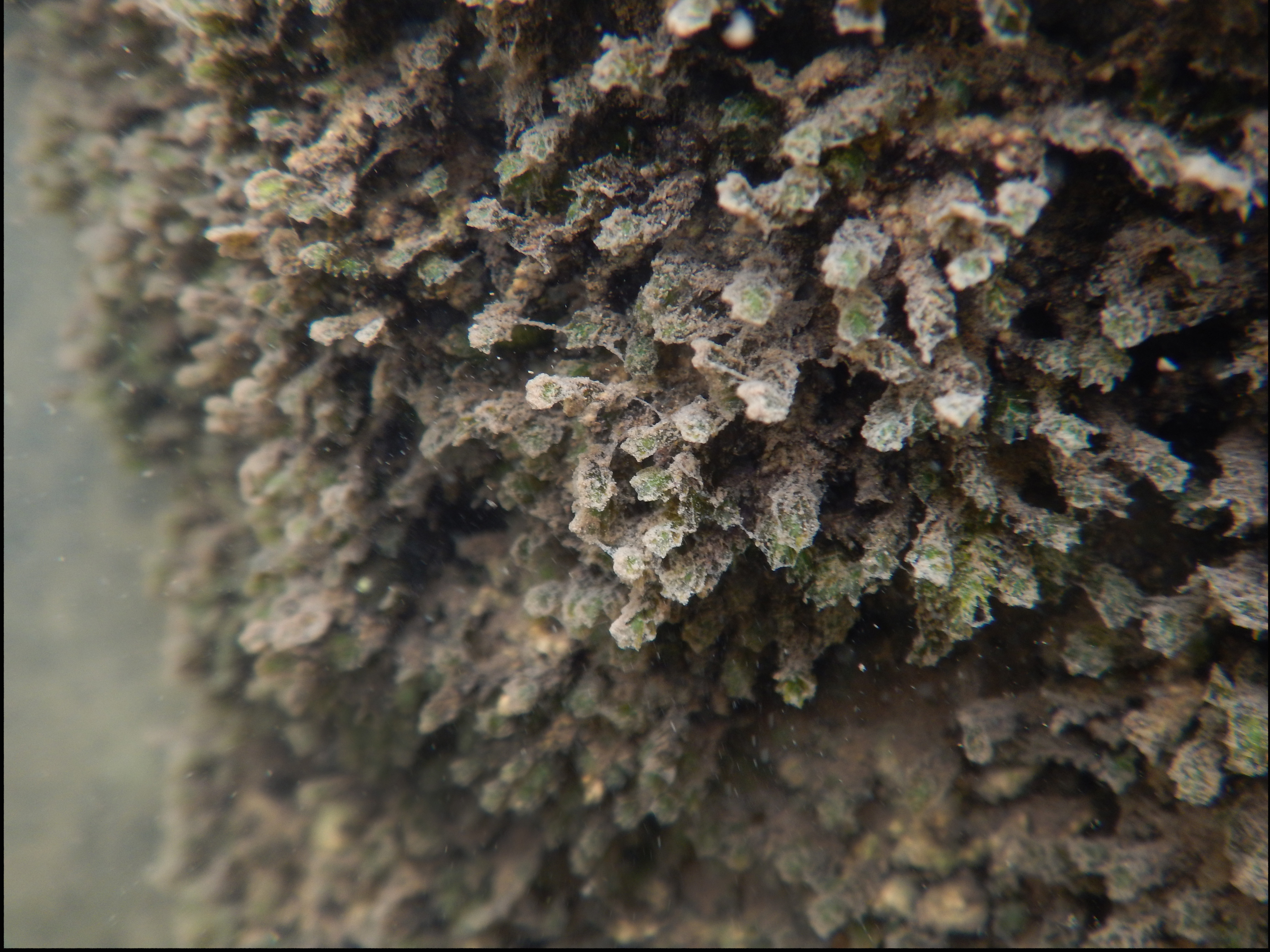
Périphyton encroutant (roche biogénique en cours de formation).
Lieu : Sèvre niortaise.

Le périphyton, aussi appelé, par emprunt à l’allemand, aufwuchs, est un biofilm phototrophe constitué d'un mélange complexe d'algues, de cyanobactéries, de champignons et microbes hétérotrophes et de détritus. Il participe au phénomène d'encrassement biologique. Là où il est présent, il est une des bases des chaines alimentaires et réseaux trophiques subaquatiques, et conditionne notamment la richesse en invertébrés (et notamment en macroinvertébrés benthiques, dont en milieu lotique[pas clair]. Dans certains contextes, un périphyton biominéralisant et encroutant peut conduire à la production d'une roche dite biogénique (tuf calcaire).

## Habitat, répartition
Le périphyton est plus ou moins attaché à des surfaces immergées dans la plupart des écosystèmes aquatiques.
Ces surfaces peuvent être inertes (roches, bois morts, béton…), bioconstruites (coquillages), ou vivante végétales ou animales et éventuellement poreuses et filtrantes (éponge).

## Écologie
Bien que discrets, les périphytons ont des fonctions écosystémiques importantes pour d'autres espèces et pour la biosphère : 
Ils sont des sources de nourriture, par exemple pour les invertébrés aquatiques, les têtards, et certains poissons et leurs larves ; ils produisent de l'oxygène ; ils créent du sol ou du sédiment (via leur nécromasse) ; ils forment et entretiennent un substrat de vie pour d'autres espèces. En colonisant certains écotones ils contribuent aussi à « fixer » la pellicule superficielle des sols humides ou des sédiments (constamment immergés ou périodiquement exondés dans le cas de certaines vases), face à l'érosion éolienne ou hydrique, et face au courant sous l'eau). 

De plus, couvrant au total d'immenses surfaces, ce sont aussi de discrets puits de carbone (et puits de phosphore selon une étude de 2006 sur la déseutrophisation des Everglades). Quand les déchets du périphyton (ou des fragments de périphyton) sont régulièrement mis (ou remis) en suspension ils peuvent aussi nourrir des animaux racleurs (escargots) et filtreurs (bivalves, éponges marines ou éponges d'eau douce...).
Les éponges, bien que fixées et peu mobiles, se montrent capables de se débarrasser de tout ou partie de leur périphyton.
Ils peuvent contribuer, dans une certaine mesure, à absorber de légers excès de phosphore, et d'azote et alors limiter l'eutrophisation, mais une dystrophisation entraine une sur-prolifération du périphyton, qui peut alors détruire l'habitat d'invertébrés ou des sites de fraies de poissons voire asphyxier le milieu la nuit (phénomène de zone morte).
Enfin, les périphytons minéralisants et encroûtants ont à leur échelle une fonction de puits de carbone. Le cas le plus connu est celui des stromatolithes.

## Écotoxicologie
Le périphyton peut facilement absorber voire bioconcentrer ou influencer le cycle biogéochimique des éléments et de contaminants (naturels ou anthropiques) présents dans son environnement. 
C'est le cas par exemple des éléments traces métalliques (métaux lourds (mercure/méthylmercure par exemple) et métalloïdes). Dans le cas de l'arsenic (que l'on trouve souvent présent en quantité excessive dans certains riz), on a montré que le périphyton vivant sur l'écotone que constitue l'interface sol-eau des rizières améliore la libération d'arsenic, mais aussi sa méthylation (qui le rend plus bioassimilable). 
C'est aussi le cas des pesticides (et en particulier des herbicides, comme l'ont montré des études faites avec l'atrazine, la trifluraline, l'arséniate méthylique monosodique et le paraquat. Ces études ont aussi montré des effets très différents sur les algues, selon le désherbant testé : pour les quatre exemples ici testés, l'atrazine avait l'effet le plus destructeur notamment pour les genres d'algues Rhopalodia, Phormidium et Cladophora alors que la trifluraline ne montrait pas d'effet toxique, car se décomposant rapidement dans l'eau et à la lumière. Quant à l'arséniate méthylique monosodique et au paraquat, ils ont surtout affectés les cyanobactéries filamenteuses (importantes pour la solidité de certains biofilms) mais moins que l'atrazine quand même. On a montré que les désherbants ont un effet dépresseur sur la fonction chlorophyllienne qui a été longtemps masqué aux biologistes, car ces derniers mesurent généralement la quantité de chlorophylle via sa fluorescence (moyen précis et peu couteux) ; or l'intoxication des algues par le diflufénican (molécule contenant cinq atomes périphériques de fluor), et l'effet de ce désherbant sur le complexe membranaire pigment-protéine du photosystème II sont justement « deux processus provoquant une fluorescence plus élevée de la chlorophylle », trompant l'observateur.
Le périphyton, en les absorbant, peut provisoirement soustraire à la colonne d'eau certains toxiques (notamment des désherbants) et limitant leurs déplacements à travers l'environnement. Cependant, lors de la consommation du périphyton par d'autres organismes ou au moment de la mort des organismes de la colonie périphytique, ces toxiques peuvent remonter, bioconcentrés dans le réseau trophique. 
Ses changements de nature et de structure selon l'état de l'environnement en font un important bioindicateur de la qualité de l'eau et de l'état de l'environnement (environnement périphérique ou de l'amont dans le cas des cours d'eau ou zones exposées à un courant).

## Utilisation
- Les communautés de périphyton sont utilisées dans l'aquaculture des systèmes de production alimentaire pour la suppression des solides et des polluants dissous. Leur performance dans la filtration est établie et leur application comme aliments aquacoles fait l'objet de recherches ;
- En 2005, S. Sabater et W. Admiraal (2005) ont proposé de le considérer comme un bioindicateur utile dans les environnements aquatiques gérés ou en cours de renaturation [11] ;
- Le périphyton peut être utilisé, in situ,  en bioremédiation des eaux de surface[12]. Dans le périphyton le phosphore est principalement présent sous forme de P labile-P et de Ca-P (complexe formé de PO43− et du cation métallique Ca2+ ; de phosphate de monopotassium (KH2PO4) et phosphore de la molécule d'ATP[13]. On a montré en 2016 qu'on pourrait utiliser le périphyton phototrophe peut contribuer à éliminer et récupérer du phosphore, notamment pour une gestion durable de milieux salins[13] ;